# Great Vengeance and Furious Fire
Great Vengeance and Furious Fire é o álbum de estreia da banda britânica de rock independente The Heavy, lançado em 17 de setembro de 2007 no Reino Unido e em 8 de abril de 2008 nos Estados Unidos. O álbum foi lançado pela gravadora de rock Counter Records, da Ninja Tune. O título é uma referência a uma frase dita pelo personagem Jules Winnfield, interpretado por Samuel L. Jackson no filme Pulp Fiction.
| Críticas profissionais | Críticas profissionais |
| Avaliações da crítica  | Avaliações da crítica  |
| Fonte                  | Avaliação              |
| ---------------------- | ---------------------- |
| Allmusic               | link                   |
| PopMatters             | link                   |

## Faixas
| CD             |                          |         |  |
| N.º            | Título                   | Duração |  |
| 1.             | "That Kind of Man"       | 3:31    |  |
| 2.             | "Coleen"                 | 2:59    |  |
| 3.             | "Set Me Free"            | 3:35    |  |
| 4.             | "You Don't Know"         | 3:16    |  |
| 5.             | "Girl"                   | 2:46    |  |
| 6.             | "Doing Fine"             | 4:28    |  |
| 7.             | "In the Morning"         | 2:49    |  |
| 8.             | "Brukpocket's Lament"    | 2:50    |  |
| 9.             | "Dignity"                | 2:26    |  |
| 10.            | "Brukpocket's Lament"    | 5:01    |  |
| 11.            | "Dignity"                | 2:26    |  |
| 12.            | "Who Needs the Sunshine" | 4:11    |  |
| Duração total: | Duração total:           | 33:36   |  |